# Książ (gromada)
Książ (w latach 1970. Książ Wielkopolski) – dawna gromada, czyli najmniejsza jednostka podziału terytorialnego Polskiej Rzeczypospolitej Ludowej w latach 1954–1972.
Gromady, z gromadzkimi radami narodowymi (GRN) jako organami władzy najniższego stopnia na wsi, funkcjonowały od reformy reorganizującej administrację wiejską przeprowadzonej jesienią 1954 do momentu ich zniesienia z dniem 1 stycznia 1973, tym samym wypierając organizację gminną w latach 1954–1972.
Gromadę Książ z siedzibą GRN w mieście Książu (nie wchodzącym w skład gromady; obecnie Książ Wielkopolski) utworzono – jako jedną z 8759 gromad na obszarze Polski – w powiecie śremskim w woj. poznańskim, na mocy uchwały nr 36/54 WRN w Poznaniu z dnia 5 października 1954. W skład jednostki weszły obszary dotychczasowych gromad Brzóstownia, Gogolewo (bez 42 parceli, włączonych do nowo utworzonej gromady Czarnotki), Kiełczynek, Radoszkowo, Świączyń i Zakrzewice ze zniesionej gminy Książ w tymże powiecie. Dla gromady ustalono 14 członków gromadzkiej rady narodowej.
1 stycznia 1960 do gromady Książ włączono obszar zniesionej gromady Konarzyce w tymże powiecie.
1 stycznia 1970 do gromady Książ włączono 1.228,57  ha z miasta Książ Wielkopolski w tymże powiecie.
31 grudnia 1971 do gromady Książ Wielkopolski włączono obszar zniesionej gromady Mchy oraz miejscowości Chrząstowo i Łężek ze zniesionej gromady Pysząca w tymże powiecie.
Gromada przetrwała do końca 1972 roku, czyli do kolejnej reformy gminnej. 1 stycznia 1973 w powiecie śremskim reaktywowano gminę Książ Wielkopolski.